# Косівське газове родовище
Косівське газове родовище — належить до Більче-Волицького нафтогазоносного району Передкарпатської нафтогазоносної області Західного нафтогазоносного регіону України.

## Опис
Розташоване в Івано-Франківській області на відстані 6 км від м. Косів.
Приурочене до південно-східної частини Косівсько-Угерської підзони Більче-Волицької зони.
Структура виявлена в 1925-26 рр. і являє собою по продуктивних відкладах сармату та бадену вузьку антиклінальну складку північно-західного простягання, розміром 16,0×2,5 км, висотою до 50 м. 
Перший промисловий приплив газу отримано в 1933 р. 
Поклади пластові, склепінчасті або пластові, літологічно обмежені. 
Експлуатується з 1958 р. Режим покладів газовий. На 01.01.1994 р. родовище знаходилось на завершальній стадії розробки. Запаси початкові видобувні категорій А+В+С1: газу — 520 млн. м³.